# やましたひでこ
やましたひでこ（1954年1月29日 - ）は、自称クラターコンサルタント。
著書『新・片づけ術　断捨離』のヒットにより断捨離という言葉を広めた。

## 人物
大学生のころ、ヨガの行法哲学である「断行・捨行・離行」をヒントに、自宅の不用品などの整理などをする片付けを、「断捨離」というメソッドで構築し、心の整理と新陳代謝を促す発想の転換法を生み出した。
断捨離は単なる整理整頓ではなく、モノへの執着・こだわりを捨てて、身の回りをきれいにするだけでなく、心身ともにストレスを解消すること、不必要なものを手放し、本当の必要なもの、価値のあるものを残し、正しい整理整頓の仕方や、人間の関係性などの改善にもつながるという。
この「断捨離」のことばはやました自身が登録商標として出願している。

## 著書
- 『新・片づけ術「断捨離」』（2009年12月、マガジンハウス）
- 『モノを捨てればうまくいく 断捨離のすすめ』（2009年12月、同文舘出版）
- 『ようこそ断捨離へ モノ・コト・ヒト、そして心の片づけ術』（2010年6月、宝島社）
- 『不思議なくらい心がスーッとする断捨離』（2011年4月、三笠書房）
- 『新・生き方術 俯瞰力 続・断捨離』（2011年5月、マガジンハウス）
- 『モノが減ると、家事も減る 家事の断捨離』（2017年4月、マガジンハウス）
- 『人生を変える断捨離』（2018年2月、ダイヤモンド社）
- 『1日5分からの断捨離～モノが減ると、時間が増える』（2020年12月、大和書房）
- 『モノが減ると「運」が増える 1日5分からの断捨離』（2022年12月、大和書房）
- 『おひとりさまの断捨離』（2023年10月、光文社）
- 『人生が変わる 1日1つ 断捨離』（2023年10月、永岡書店）
- 『小さな断捨離が呼ぶ幸せな暮らし方』（2023年12月、主婦と生活社）
- 『暮らしも心も調う大人の断捨離手帖』（2024年9月、Gakken）
- 『引き出し1つから始める 1日1か所 断捨離』（2024年11月、大和書房）

## メディア出演
テレビ
- 徹子の部屋（2023年6月30日、テレビ朝日）

記事
- 親子関係こそ、“断捨離”しなさい。累計300万部超！【断捨離】やましたひでこと“子育てブラック・ジャック”奥田健次の初対談【前篇】（2015年3月11日、ダイヤモンド・オンライン）[5]
- “断捨離・子育て術”の極意とは？累計300万部！【断捨離】のやましたひでこと“子育てブラック・ジャック”の奥田健次の初対談【後篇】（2015年3月12日、ダイヤモンド・オンライン）[6]